# Ахурјанско језеро
Апаранско језеро (јерм. Ախուրյանի ջրամբար) је вештачко језеро на средњем делу тока реке Ахурјан, на граници између Турске (вилајет Карс) и Јерменије (марз Ширак).
Језеро је пуштено за експлоатацију 1980. године, а изграђено је на основу споразума који су 1963. потписали тадашњи Совјетски Савез и Турска а према којем обе земље имају једнако право на кориштење вода из језера.
Дужина језера је око 20 км а запремина до 525 милиона м³. Његове воде се углавном користе за наводњавање дуж обе стране границе, а процењује се да је укупна површина наводњаваних подручја око 104.000 хектара.
Еколошка ситуација и квалитет воде у језеру је у последње време на веома ниском нивоу, а вода је јако загађена разним токсичним супстанцама и тешким металима.